# Fair Oaks (Oklahoma)
Fair Oaks és un poble dels Estats Units a l'estat d'Oklahoma. Segons el cens del 2000 tenia 122 habitants.

## Demografia
Segons el cens del 2000, Fair Oaks tenia 122 habitants, 53 habitatges, i 31 famílies. La densitat de població era de 2,7 habitants per km².
Dels 53 habitatges en un 30,2% hi vivien nens de menys de 18 anys, en un 49,1% hi vivien parelles casades, en un 7,5% dones solteres, i en un 41,5% no eren unitats familiars. En el 37,7% dels habitatges hi vivien persones soles el 5,7% de les quals corresponia a persones de 65 anys o més que vivien soles. El nombre mitjà de persones vivint en cada habitatge era de 2,3 i el nombre mitjà de persones que vivien en cada família era de 3,1.
Per edats la població es repartia de la següent manera: un 26,2% tenia menys de 18 anys, un 9% entre 18 i 24, un 28,7% entre 25 i 44, un 24,6% de 45 a 60 i un 11,5% 65 anys o més.
L'edat mediana era de 37 anys. Per cada 100 dones de 18 o més anys hi havia 114,3 homes.
La renda mediana per habitatge era de 32.500 $ i la renda mediana per família de 41.875 $. Els homes tenien una renda mediana de 33.750 $ mentre que les dones 21.875 $. La renda per capita de la població era de 16.307 $. Entorn del 10,7% de les famílies i el 10,9% de la població estaven per davall del llindar de pobresa.

## Poblacions més properes
El següent diagrama mostra les poblacions més properes.